# Liste der Nummer-eins-Hits in Neuseeland (1974)
Diese Liste enthält alle Nummer-eins-Hits in Neuseeland im Jahr 1974. Es gab in diesem Jahr 15 Nummer-eins-Singles.
| Singles |
| --- |
| - Für die Zeit vom 28. Dezember 1973 bis zum 24. Januar 1974 wurde keine Hitparade veröffentlicht. - David Bowie – Sorrow - 1 Woche (25. Januar – 14. Februar) - Elton John – Goodbye Yellow Brick Road - 1 Woche (15. Februar – 21. Februar) - Ringo Starr – You're Sixteen - 2 Wochen (22. Februar – 7. März) - George Baker Selection – Baby Blue - 5 Wochen (8. März – 11. April) - The Hollies – The Air That I Breathe - 6 Wochen (12. April – 23. Mai) - Terry Jacks – Seasons in the Sun - 3 Wochen (24. Mai – 13. Juni) - Ray Stevens – The Streak - 6 Wochen (14. Juni – 25. Juli) - Paul McCartney & Wings – Band on the Run - 4 Wochen (26. Juli – 22. August) - Paper Lace – The Night Chicago Died - 5 Wochen (23. August – 26. September) - The Drifters – Kissin’ in the Back Row of the Movies - 3 Wochen (27. September – 17. Oktober, insgesamt 4 Wochen) - Eric Clapton – I Shot the Sheriff - 2 Wochen (18. Oktober – 31. Oktober) - The Drifters – Kissin’ in the Back Row of the Movies - 1 Woche (1. November – 7. November, insgesamt 4 Wochen) - Space Waltz – Out in the Street - 2 Wochen (8. November – 21. November) - Carl Douglas – Kung Fu Fighting - 4 Wochen (22. November – 19. Dezember) - Bachman-Turner Overdrive – You Ain’t Seen Nothing Yet - 1 Woche (20. Dezember – 26. Dezember) - Für die Zeit vom 27. Dezember 1974 bis zum 16. Januar 1975 wurde keine Hitparade veröffentlicht. |